# Pachycondyla lutea
Pachycondyla lutea är en myrart som först beskrevs av Mayr 1862.  Pachycondyla lutea ingår i släktet Pachycondyla och familjen myror. Inga underarter finns listade i Catalogue of Life.